# Gouvernement Duplessis II
 (janvier 2025).
La mise en forme du texte ne suit pas les recommandations de Wikipédia : il faut le « wikifier ».
Les points d'amélioration suivants sont les cas les plus fréquents. Le détail des points à revoir est peut-être précisé sur la page de discussion.
- Les titres sont pré-formatés par le logiciel. Ils ne sont ni en capitales, ni en gras.
- Le texte ne doit pas être écrit en capitales (les noms de famille non plus), ni en gras, ni en italique, ni en « petit »…
- Le gras n'est utilisé que pour surligner le titre de l'article dans l'introduction, une seule fois.
- L'italique est rarement utilisé : mots en langue étrangère, titres d'œuvres, noms de bateaux, etc.
- Les citations ne sont pas en italique mais en corps de texte normal. Elles sont entourées par des guillemets français : « et ».
- Les listes à puces sont à éviter, des paragraphes rédigés étant largement préférés. Les tableaux sont à réserver à la présentation de données structurées (résultats, etc.).
- Les appels de note de bas de page (petits chiffres en exposant, introduits par l'outil «  Source ») sont à placer entre la fin de phrase et le point final[comme ça].
- Les liens internes (vers d'autres articles de Wikipédia) sont à choisir avec parcimonie. Créez des liens vers des articles approfondissant le sujet. Les termes génériques sans rapport avec le sujet sont à éviter, ainsi que les répétitions de liens vers un même terme.
- Les liens externes sont à placer uniquement dans une section « Liens externes », à la fin de l'article. Ces liens sont à choisir avec parcimonie suivant les règles définies. Si un lien sert de source à l'article, son insertion dans le texte est à faire par les notes de bas de page.
- La présentation des références doit suivre les conventions bibliographiques. Il est recommandé d'utiliser les modèles {{Ouvrage}}, {{Chapitre}}, {{Article}}, {{Lien web}} et/ou {{Bibliographie}}. Le mode d'édition visuel peut mettre en forme automatiquement les références.
- Insérer une infobox (cadre d'informations à droite) n'est pas obligatoire pour parachever la mise en page.

Pour une aide détaillée, merci de consulter Aide:Wikification.
Si vous pensez que ces points ont été résolus, vous pouvez retirer ce bandeau et améliorer la mise en forme d'un autre article.
| Gouvernement Godbout (2e) | Gouvernement Godbout (2e) | Gouvernement Godbout (2e) | Gouvernement Duplessis (2e) | Gouvernement Duplessis (2e) | Gouvernement Duplessis (2e) | Gouvernement Duplessis (2e) | Gouvernement Duplessis (2e) | Gouvernement Duplessis (2e) | Gouvernement Duplessis (2e) | Gouvernement Duplessis (2e) | Gouvernement Duplessis (2e) | Gouvernement Duplessis (2e) | Gouvernement Duplessis (2e) | Gouvernement Duplessis (2e) | Gouvernement Duplessis (2e) | Gouvernement Duplessis (2e) | Gouvernement Duplessis (2e) | Gouvernement Duplessis (2e) | Gouvernement Duplessis (2e) | Gouvernement Duplessis (2e) | Gouvernement Duplessis (2e) | Gouvernement Duplessis (2e) | Gouvernement Duplessis (2e) | Gouvernement Duplessis (2e) | Gouvernement Duplessis (2e) | Gouvernement Duplessis (2e) | Gouvernement Duplessis (2e) | Gouvernement Duplessis (2e) | Gouvernement Duplessis (2e) | Gouvernement Duplessis (2e) | Gouvernement Duplessis (2e) | Gouvernement Duplessis (2e) | Gouv. Sauvé     |
| 21e législature           | 21e législature           | 21e législature           | 22e législature             | 22e législature             | 22e législature             | 22e législature             | 22e législature             | 22e législature             | 22e législature             | 22e législature             | 23e législature             | 23e législature             | 23e législature             | 23e législature             | 23e législature             | 23e législature             | 23e législature             | 23e législature             | 24e législature             | 24e législature             | 24e législature             | 24e législature             | 24e législature             | 24e législature             | 24e législature             | 24e législature             | 25e législature             | 25e législature             | 25e législature             | 25e législature             | 25e législature             | 25e législature             | 25e législature |
| 1943                      | 1943                      | 1944                      | 1944                        | 1945                        | 1945                        | 1946                        | 1946                        | 1947                        | 1947                        | 1948                        | 1948                        | 1949                        | 1949                        | 1950                        | 1950                        | 1951                        | 1951                        | 1952                        | 1952                        | 1953                        | 1953                        | 1954                        | 1954                        | 1955                        | 1955                        | 1956                        | 1956                        | 1957                        | 1957                        | 1958                        | 1958                        | 1959                        | 1959            |

Le mandat du deuxième gouvernement de Maurice Duplessis, redevenu premier ministre du Québec à la suite de la victoire de l'Union nationale aux élections générales du 8 août 1944, s'étendit du 30 août 1944 au 7 septembre 1959, date de sa mort. Il avait auparavant obtenu un premier mandat, de 1936 à 1939.

## Caractéristiques
La période duplessiste, que certains ont surnommée la grande noirceur, est caractérisée par une forte croissance économique mais aussi par le profond conservatisme affiché par le gouvernement. Comme avant lui les gouvernements Taschereau et Gouin, il s'appuie sur l'entreprise privée et le grand capital américain pour développer le Québec en misant surtout sur l'exploitation des ressources naturelles. Il met de côté les orientations nouvelles de l'État-providence préconisées en Europe et défend plutôt les valeurs et les pratiques conformes à la tradition. Il n'hésite pas à légiférer contre les groupes qu'il considère comme subversifs : les syndicats, les Témoins de Jéhovah, les journalistes et les réformistes qu'il assimile facilement aux communistes.
En 1944, l'Union nationale a fait campagne sur le thème de l'autonomie provinciale grâce auquel il a pu obtenir le vote de plusieurs nationalistes déçus du gouvernement Godbout. Son nationalisme traditionaliste met l'accent sur la défense de la langue, de la foi catholique et des valeurs conservatrices. Ses luttes contre le gouvernement fédéral visent plus à défendre les compétences et les pouvoirs conférés aux provinces par l'Acte sur l'Amérique du Nord Britannique (AANB) et menacés par le fédéral que d'obtenir de nouveaux pouvoirs conformes aux besoins d'un Québec moderne.
À partir de 1956, les opposants au régime dénoncent de plus en plus la partisanerie, le patronage et le népotisme du gouvernement. En 1958, le Devoir rend public le scandale du gaz naturel dans lequel sont impliqués plusieurs ministres ayant réalisé un coup boursier illégal de 20 millions de dollars, lors de la privatisation du réseau public de gaz naturel. Le régime paraît alors sérieusement ébranlé, mais Duplessis meurt avant que des élections générales n'aient pu le démontrer.

## Chronologie

### 1944
- 30 août 1944 : assermentation du cabinet Duplessis devant le lieutenant-gouverneur Eugène Fiset.
- 23 novembre 1944 : Mackenzie King dépose sa loi sur la conscription. Le gouvernement Duplessis proteste mais déclare que le Québec la respectera.

### 1945
- 17 février 1945 : première session de la 22e législature. L'Office de l'électrification rurale est créé.
- 27 février 1945 : un Office de la Radio de Québec est chargé d'établir une radio d'État qui devrait prendre le nom de Radio-Québec. Ce projet ne verra finalement jamais le jour.
- 15 mai 1945 : une loi sur les mines crée des baux de 20 ans afin de favoriser l'exploitation minière dans le Nouveau-Québec.
- 25 juillet 1945 : John Bourque devient le ministre du nouveau ministère des Ressources hydrauliques.
- 6 août 1945 : lors d'une conférence fédérale-provinciale, Ottawa annonce son intention de garder le contrôle exclusif des impôts sur le revenu, les corporations et les successions que lui avaient abandonné les provinces durant la guerre.

### 1946
- 13 février 1946 : deuxième session de la 22e législature. Création du ministère du Bien-être social et de la Jeunesse; Paul Sauvé en est le titulaire.
- 12 mars 1946 : la compagnie minière Hollinger loue pour 97 ans un territoire de 6 240 km2 dans le Nouveau-Québec.
- 19 décembre 1946 : l'unioniste Daniel Johnson remporte l'élection partielle de Bagot.

### 1947
- 18 mars 1947 : le gouvernement amorce une lutte contre les Témoins de Jéhovah en déposant une loi permettant aux municipalités de réglementer la distribution des tracts. Duplessis les accuse de distribuer une propagande malsaine et séditieuse.
- Avril 1947 : adoption de la loi créant une école vétérinaire à Saint-Hyacinthe.

### 1948
- 21 janvier 1948 : le Fleurdelisé devient le drapeau officiel du Québec.
- 25 février 1948 : Duplessis met sous la garde de son gouvernement les trésors polonais confiés aux Hospitalières de Québec en 1939, à la veille de l'invasion allemande, et qu'il refuse de redonner à la Pologne sous prétexte qu'elle est devenue communiste.
- 28 juillet 1948 : l'Union nationale écrase le Parti libéral lors des élections générales. Sur un total de 90 sièges en élections, 82 candidats unionistes sont élus contre 8 libéraux. Le chef libéral Adélard Godbout est défait dans son propre comté.
- 9 août 1948 : plusieurs artistes signent le Refus global, manifeste réclamant plus de liberté aux arts et à la culture.
- 15 novembre 1948 : Louis St-Laurent succède à Mackenzie King comme premier ministre du Canada.

### 1949
- 1949 : grève de l'amiante à Asbestos. Les ouvriers demandent une hausse substantielle de leurs salaires et de meilleures conditions de travail. Le gouvernement Duplessis envoie plusieurs policiers de la Sûreté du Québec à Asbestos. Plusieurs échauffourées ont lieu. Une émeute éclate lorsque les grévistes tentent d'empêcher les briseurs de grève d'entrer dans l'usine. Les policiers lancent des bombes lacrymogènes. L'acte d'émeute est lu. Il y a 125 arrestations.
- 23 novembre 1949 : la Commission Massey, mise en place par Ottawa, commence ses audiences. Son but est d'enquêter sur l'avancement des arts, des lettres et des sciences au Canada. Québec met en doute sa constitutionnalité, la culture étant de compétence provinciale.

### 1950
- 20 mai 1950 : Georges-Émile Lapalme succède à Adélard Godbout comme chef du Parti libéral du Québec.
- 25-28 septembre 1950 : la conférence fédérale-provinciale à Québec discute d'un éventuel rapatriement de la Constitution de Londres.

### 1951
- 31 janvier 1951 : le pont Duplessis de Trois-Rivières s'écroule, faisant 4 morts. Duplessis parle de sabotage de la part des communistes.
- 5 mai 1951 : entente fédérale-provinciale sur les pensions de vieillesse qui seront octroyées par Ottawa.
- 1er juin 1951 : le rapport de la Commission Massey recommande la création d'un Conseil canadien des arts et des lettres, une aide fédérale aux universités et un système étendu de bourses d'études et de recherches.
- Été 1951 : Lapalme accuse Duplessis de vendre le fer un sou la tonne aux compagnies américaines.
- Novembre 1951 : le trésorier provincial prend le nom de ministre des Finances.
- La MTC (tramway de Montréal) est « nationalisée » (au municipal selon une loi provinciale), et s'appelle alors CTM, aujourd'hui STM (Société de transport de Montréal). Au même moment commence la transition des tramways vers les autobus (qui s'est terminée en 1959).

### 1952
- 1952 : grève du textile à Louiseville. Les 800 ouvriers de l'Associated Textile, qui travaillent à 67 cents l'heure, demandent une augmentation de 20 cents alors que l'employeur offre 8,5 cents. En décembre, après dix mois de grève, les grévistes dynamitent un autobus. Après lecture de l'acte d'émeute, la police disperse une foule de 300 personnes et expulse les grévistes du local du syndicat où ils s'étaient rassemblés. Il y a six blessés dont un dans un état grave, atteint d'une balle à la tête.
- 16 juillet 1952 : élection générale : l'Union nationale obtient 68 sièges et les libéraux 23.
- 1952: le gouvernement de la province crée un comité d'enquête pour la protection des agriculteurs et des consommateurs (Commission Héon).

### 1953
- 10 février 1953 : fin de la grève de Louiseville, les ouvriers ayant finalement obtenu une augmentation de 12 cents l'heure.

### 1954
- Janvier 1954 : adoption de lois anti-ouvrières. La loi 19 refuse la certification aux syndicats qui acceptent des communistes dans leurs rangs ; la loi 20 l'enlève à ceux qui favorisent le recours à la grève.
- 14 février 1954 : Onésime Gagnon dépose un projet de loi créant un impôt provincial sur le revenu.
- 19 février 1954 : adoption d'une loi restreignant le droit de culte aux Témoins de Jéhovah.
- Mars 1954 : la loi 52 crée l'université de Sherbrooke.
- 12 août 1954 : loi qui autorise les orphelinats à se convertir en asiles psychiatriques. Beaucoup d'orphelins et de faux-orphelins (enfants illégitimes de parents encore vivants) seront alors déclarés fous pour de fausses raisons, confondant manques de connaissances avec retard mental puis retard mental avec trouble psychiatrique, cela afin d'obtenir de plus grandes subventions, alors que les orphelinats manquent d'argent. Plus tard, les victimes de cette fraude seront appelés Orphelins de Duplessis[1].

### 1955
- octobre 1955 : la conférence fédérale-provinciale porte sur une éventuelle création d'un programme d'assurance-santé refusé par Duplessis.

### 1956
- 6 avril 1956 : le rapport de la Commission Tremblay sur les problèmes constitutionnels énonce que le fédéral devrait se limiter aux taxes indirectes alors que les taxes directes seraient prélevées par les provinces ; celles-ci devraient également assumer la responsabilité des mesures de sécurité sociale.
- 20 juin 1956 : Duplessis remporte sa dernière élection générale avec 72 candidats unionistes élus contre 19 libéraux et un indépendant.
- 7 août 1956 : les abbés Gérard Dion et Louis O'Neill lancent un manifeste dénonçant la corruption généralisée et institutionnalisée dans la politique provinciale.
- 1956 : loi sur la mise en marché des produits agricoles, alimentaires et de la pêche. Cette loi établit les règles permettant d’organiser de façon ordonnée la production et la mise en marché des produits agricoles et alimentaires afin d'établir un équilibre dans les rapports commerciaux entre les producteurs et les acheteurs.

### 1957
- 8 mars 1957 : la loi du cadenas est déclarée illégale par la Cour Suprême.
- 3 mai 1957 : Duplessis annonce la constitution de l’Office de l’autoroute Montréal-Laurentides, un projet de 40 000 000 $. L'Autoroute des Laurentides mise en service en 1958, fut la première autoroute québécoise.
- 10 juin 1957 : le conservateur John Diefenbaker remporte les élections fédérales.
- 1957 : Grève des mineurs de Murdochville qui demandent la légalisation de leur syndicat. De nouveau, Duplessis envoie la police provinciale rétablir l'ordre. Après 5 mois de grève, les grévistes doivent retourner au travail sans avoir obtenu satisfaction.

### 1958
- 31 mai 1958 : Jean Lesage succède à Georges-Émile Lapalme comme chef du Parti libéral du Québec.
- 13 juin 1958 : le scandale du gaz naturel est mis au jour par le Devoir. Des fonctionnaires de l'Hydro-Québec auraient reçu des faveurs pour faciliter la vente du réseau de gaz à une compagnie privée dont certains actionnaires seraient des ministres du gouvernement. Parmi les ministres impliqués, se trouvent John Bourque, Antonio Barrette, Paul Dozois et Daniel Johnson.

### 1959
- 3 septembre 1959 : Maurice Duplessis est terrassé par une hémorragie cérébrale lors d'une visite aux chantiers de Schefferville. Il meurt le 7 septembre. Paul Sauvé est désigné pour lui succéder.

## Composition

### 1944 à 1950
Formation le 30 août 1944
- Maurice Duplessis : premier ministre, procureur général
- Onésime Gagnon : trésorier provincial
- Omer Côté : secrétaire provincial
- Laurent Barré : ministre de l'Agriculture
- Joseph-Damase Bégin : ministre de la Colonisation
- Camille Pouliot : ministre de la Chasse et des Pêcheries
- Jonathan Robinson : ministre des Mines
- Roméo Lorrain : ministre des Travaux publics
- Antonio Barrette : ministre du Travail
- John Samuel Bourque : ministre des Terres et Forêts
- Antonio Talbot : ministre de la Voirie
- Bona Dussault : ministre des Affaires municipales
- Paul Beaulieu : ministre de l'Industrie et du Commerce
- Albiny Paquette : ministre de la Santé
- Thomas Chapais : ministre sans portefeuille
- Antonio Élie : ministre sans portefeuille
- Tancrède Labbé : ministre sans portefeuille
- Marc Trudel : ministre sans portefeuille
- Patrice Tardif : ministre sans portefeuille
- Joseph-Théophile Larochelle : ministre sans portefeuille
- Joseph-Hormisdas Delisle : ministre sans portefeuille

Remaniement en 1945
- John Samuel Bourque : ministre des Terres et Forêts, ministre des Ressources hydrauliques.

Remaniement en 1946
- Paul Sauvé : ministre de la Jeunesse et du Bien-Être social.

Remaniement en 1948
- Charles Daniel French : ministre des Mines.

Remaniement le 12 avril 1950
- Antoine Rivard : solliciteur général

### 1950 à 1958
- Maurice Duplessis : premier ministre, procureur général.
- Onésime Gagnon : trésorier provincial.
- Omer Côté : secrétaire provincial.
- Antoine Rivard : solliciteur général.
- Laurent Barré : ministre de l'Agriculture.
- Joseph-Damase Bégin : ministre de la Colonisation.
- Camille Pouliot : ministre de la Chasse et des Pêcheries.
- Charles Daniel French : ministre des Mines.
- John Samuel Bourque : ministre des Terres et Forêts, ministre des Ressources hydrauliques.
- Antonio Talbot : ministre de la Voirie.
- Roméo Lorrain : ministre des Travaux publics.
- Antonio Barrette : ministre du Travail.
- Bona Dussault : ministre des Affaires municipales.
- Paul Beaulieu : ministre de l'Industrie et du Commerce.
- Albiny Paquette : ministre de la Santé.
- Paul Sauvé : ministre de la Jeunesse et du Bien-Être social.

En 1951, Onésime Gagnon prend le titre de ministre des Finances.
En 1952, Jacques Miquelon est nommé ministre d'État.
Remaniement en 1953
- Yves Prévost : ministre des Affaires municipales.

Remaniement en 1954
- Antoine Rivard : solliciteur général, ministre des Transports et des Communications.
- William Cottingham : ministre des Mines.

Remaniement en 1956
- Yves Prévost : secrétaire provincial.
- Paul Dozois : ministre des Affaires municipales.

### 1958 à 1959
- Maurice Duplessis : premier ministre, procureur général.
- John Bourque : ministre des Finances.
- Yves Prévost : secrétaire provincial.
- Antoine Rivard : solliciteur général, ministre des Transports et des Communications.
- Laurent Barré : ministre de l'Agriculture.
- Joseph-Damase Bégin : ministre de la Colonisation.
- Camille Pouliot : ministre de la Chasse et des Pêcheries.
- William Cottingham : ministre des Mines.
- Jean-Jacques Bertrand : ministre des Terres et Forêts.
- Daniel Johnson : ministre des Ressources hydrauliques.
- Antonio Talbot : ministre de la Voirie.
- Roméo Lorrain : ministre des Travaux publics.
- Antonio Barrette : ministre du Travail.
- Paul Dozois : ministre des Affaires municipales.
- Paul Beaulieu : ministre de l'Industrie et du Commerce.
- Arthur Leclerc : ministre de la Santé.
- Paul Sauvé : ministre de la Jeunesse et du Bien-Être social.

### Sources bibliographiques
- Jacques Lacoursière, Histoire populaire du Québec. Tome IV, Septentrion, 1997.
- Paul-André Linteau, René Durocher, Jean-Claude Robert et François Ricard, Histoire du Québec contemporain. Tome II, Boréal Express, 1986.
- Conrad Black, Duplessis. Tome II, Éditions de l'Homme, 1977.
- « Informations historiques », sur www.assnat.qc.ca, Assemblée nationale du Québec, 12 avril 2007 (consulté le 11 janvier 2009)